# 50 Jahre Überfluss
50 Jahre Überfluss ist ein Comicroman des deutschen Zeichners Chlodwig Poth.

## Handlung
Die Geschichte beschreibt auf über 280 Seiten den Werdegang des 1945 geborenen Klaus-Dieter Rosinsky und erzählt mit ihm zugleich den Werdegang der Bundesrepublik. Der Egomane Rosinsky, Sohn eines im Wirtschaftswunder zu Wohlstand gelangten Besitzers einer Schuhladenkette und späteren Bundestagsabgeordneten, rebelliert während seiner Studienzeit gegen seinen konservativen Vater, engagiert sich während der 68er-Bewegung im SDS und bewohnt eine Kommune mit freizügiger Sexualität. Von dort tritt er in der Werbebranche den „Marsch durch die Institutionen“ an und entwickelt sich mit zunehmenden selbstständigen wirtschaftlichen Erfolg und späteren Marktführerschaft seiner eigenen Werbeagentur mehr und mehr zum Gegenteil seiner frühen Ideale. Er konzipiert Public-Relation-Kampagnen für die umweltzerstörende chemische Industrie (z. B. die Verharmlosung der Dünnsäureverklappung in der Nordsee), Wahlwerbung für konservative Parteien und heiratet die Tochter eines Konzernchefs, weil ihm die ständige Knüpfung neuer sexueller Kontakte im Anspruch, „das volle Programm“ dabei erbringen zu müssen, zu mühsam wurde. Die Ehe scheitert nach Zeugung eines Sohns.
Kontrastiert wird der Werdegang des Multimillionärs mit Porsche und Designervilla durch sporadische Kontakte mit seinem Freund Wolfgang aus Studententagen, der den früheren gemeinsamen Wertevorstellungen treu geblieben ist und sich als stetiger ökologischer Mahner in den frühen 1980ern den Grünen angeschlossen hat. Bis zu diesem Zeitpunkt folgt die Geschichte der Geschichte der Bundesrepublik. Poth skizziert ab nun eine wachsende ökologische Katastrophe mit totalem Verkehrsinfarkt, Wald- und Tiersterben, Trinkwasserknappheit, Klimawandel und einhergehenden sozialen Unruhen, der sich auch die wirtschaftliche Elite, der Rosinsky nun angehört, trotz aller Bemühungen nicht mehr entziehen kann. Am Ende der Geschichte stirbt Rosinsky mit dem Rest der Menschheit an den Folgen der Katastrophe, während Gott sich überlegt, ob er die Menschheit ihrer Kunst wegen nicht doch retten soll, denn auf dem Gebiet hätte sie seine Erwartungen erfüllt.
In dem Buch wird die Entwicklung der Bundesrepublik vor allem durch die für Poth typischen Wimmelbilder dargestellt. Es wird hierbei häufig dieselbe innerstädtische Straßenkreuzung im Zeitlauf dargestellt, von der Trümmerlandschaft nach Kriegsende 1945 über die Stadtentwicklung der 1950er bis 1980er Jahre bis zur Apokalypse am Ende des Buchs, in der Rosinsky wieder in Ruinen zusammen mit zahlreichen Leidensgenossen auf der Straße sein Leben beendet.

## Veröffentlichungen
- 1990: Knesebeck & Schuler Verlag, München, ISBN 3-926901-28-4
- 1990: Büchergilde Gutenberg, Frankfurt am Main, ISBN 3-7632-3787-9

## Rezeption
Das Buch wurde 1990 in den Tageszeitungen Frankfurter Rundschau von Karl Riha  und in der Süddeutschen Zeitung von Claudius Seidl rezensiert.
Nikolaus Müller-Schöll attestiert 1991 in einer Rezension in der Wochenzeitung Die Zeit Chlodwig Poth zwar „viel Gespür für das charakteristische Detail“ und „gutes Gehör für Tonfälle“, hält das Werk aber für „ermüdend“, da es komisch sei, ohne zu überraschen und oftmals bestätigen würde, „dass alles gerade so ist, wie wir es uns schon immer vorgestellt haben.“
Für Oliver Maria Schmitt, Chronist der Neuen Frankfurter Schule, war 2001 „dieses singuläre Superbuch … der erste durchgehend gezeichnete Roman der deutschen Literaturgeschichte“.
In seinem 2009 erschienenen Buch Wo meine Sonne scheint ...: Das Kabarettprogramm zur Heimat bezeichnet Ottfried Fischer Poths Buch 50 Jahre Überfluss  als „intelligenten, witzigen und beeindruckenden gezeichneten Roman“.
Laut Helmut Kronthaler (2009) war im Unterschied zur Popularität von Poths „progressivem Alltag“ diesem „monumentalen Comic-Roman“ „kein größerer Erfolg mehr beschieden“.